# Macrostemum distinctum
Macrostemum distinctum är en nattsländeart som först beskrevs av Georg Ulmer 1912.  Macrostemum distinctum ingår i släktet Macrostemum och familjen ryssjenattsländor. Inga underarter finns listade i Catalogue of Life.